# Trichodina
Trichodina is een eencellige flagellaat die veelvuldig vijvervissen zoals Koi en goudvissen parasiteert. Het is een schotelvormige parasiet met trilhaartjes (cilia) om zich te kunnen verplaatsen. Deze parasiet is enkel met een (goede) microscoop zichtbaar. Hij is gemiddeld 70 µm groot.
Trichodina vinden we terug op het lichaam en op de kieuwen waardoor de vissen moeilijkheden hebben om te ademen (happen naar lucht), daarom is extra beluchting aan te raden.
Trichodinaparasieten planten zich voort door middel van celdeling, daardoor kan een plotse explosie van parasieten plaatsvinden. Ze vermenigvuldigen zich tussen de 4°C en 30°C, we komen deze parasiet dus gedurende het hele jaar tegen.

## Ziekteverschijnselen
Als reactie op de trillingen van de cilia produceert de Koi een extra dikke slijmlaag, dit is echter gunstig voor Trichondina welke zich voedt en nestelt op de slijmlaag. Op gezonde Koi kunnen trichodina parasieten voorkomen, zonder dat dit problemen op levert. Wanneer de Koi echter verzwakt is door bijvoorbeeld andere parasieten, slechte waterkwaliteit, lage temperaturen etc., kan deze symbiose problematisch worden. Hierdoor wordt trichodina vaak bijgestaan door secundaire infecties zoals schimmels, gatenziekte, enz. De vissen springen (uit het water, wat soms slecht kan aflopen), flitsen of schuren. Bij een erge infectie stoppen de vissen met eten en hangen de vissen aan het oppervlak of aan de wateraanvoer. Wanneer de infectie dit stadium bereikt heeft, is het meestal al te laat en is de kans op overleven klein.
De behandeling gebeurt meestal met kaliumpermanganaat (KMnO4), wat een oxiderende werking heeft. Ook kan het water behandeld worden met malachietgroen, methyleenblauw of FMC. Tegen deze 3 laatste behandelingen hebben trichodina-parasieten een zekere resistentie opgebouwd door veelvuldig toepassing. Tegen kaliumpermanganaat kan geen weerstand worden opgebouwd door de oxidatieve stress die wordt veroorzaakt, dit maakt kaliumpermanganaat de beste behandeling. Het is echter verstandig een koi expert te raadplegen die over genoeg kennis beschikt voordat een behandeling wordt toe gepassen.

## Trichodinella
Trichodina heeft ook een kleinere broer, trichodinella. Deze parasiet is kleiner en hardnekkiger dan trichodina.